# Осинский район (Пермский край)
Оси́нский райо́н — административный район Пермского края России. На территории района образован Осинский муниципальный округ. Административный центр — город Оса.

## География
Площадь, занимаемая районом (округом), — 2057,38 кв.км, расстояние до краевого центра — 143 км. Граничит с Пермским, Кунгурским, Бардымским, Еловским, Частинским районами (муниципальными округами) и Оханским районом (городским округом).

## История
Район образован в 1924 году. 
13 января 1941 года часть территории Осинского района была передана в новый Юго-Осокинский район.

## Население
| 2000    | 2002    | 2005    | 2006    | 2007    | 2008    | 2009    | 2010    | 2011    |
| ------- | ------- | ------- | ------- | ------- | ------- | ------- | ------- | ------- |
| 36 557  | ↘33 666 | ↘32 898 | ↘32 500 | ↘32 300 | ↘32 074 | ↘31 971 | ↘29 513 | ↘29 470 |
| 2012    | 2013    | 2014    | 2015    | 2016    | 2017    | 2018    | 2019    | 2020    |
| ↘29 400 | ↘29 304 | ↘29 178 | ↘29 104 | ↘28 954 | ↘28 786 | ↘28 576 | ↘28 278 | ↘27 989 |
| 2021    | 2023    |         |         |         |         |         |         |         |
| ↘26 797 | ↘26 446 |         |         |         |         |         |         |         |

### Урбанизация
В городских условиях (город Оса) проживают  73,24 % населения района.

## Муниципальное устройство
В рамках организации местного самоуправления в границах района образован Осинский муниципальный округ.
Первоначально, в 2004—2019 годах, был Осинский муниципальный район, в состав которого входило  9 муниципальных образований: 1 городское и 8 сельских поселений. В 2018 году Пальское сельское поселение было упразднено и включено в Горское сельское поселение. В 2019 году муниципальный район и все входившие в него поселения были объединены в единое муниципальное образование — Осинский городской округ. С 1 января 2025 года городской округ был преобразован в муниципальный.
| № | Наименование                         | Административный центр | Количество населённых пунктов | Население (чел.) | Площадь (км²) |
| - | ------------------------------------ | ---------------------- | ----------------------------- | ---------------- | ------------- |
| 1 | Осинское городское поселение         | город Оса              | 6                             | ↘21 548          | 105,68        |
| 2 | Верхнедавыдовское сельское поселение | село Верхняя Давыдовка | 9                             | ↘636             | 245,33        |
| 3 | Горское сельское поселение           | село Горы              | 16                            | ↗1156            | 239,64        |
| 4 | Гремячинское сельское поселение      | деревня Гремяча        | 14                            | ↘958             | 291,75        |
| 5 | Комаровское сельское поселение       | село Комарово          | 7                             | ↘717             | 155,48        |
| 6 | Крыловское сельское поселение        | село Крылово           | 7                             | ↘1618            | 269,15        |
| 7 | Новозалесновское сельское поселение  | село Новозалесново     | 5                             | ↘608             | 206,94        |
| 8 | Паклинское сельское поселение        | деревня Пакли          | 11                            | ↗1037            | 201,47        |

## Населённые пункты
В Осинский район входят 75 населённых пунктов: 1 город и 74 сельских населённых пункта.
| №  | Населённый пункт    | Тип     | Население | Бывшее муниципальное образование     |
| -- | ------------------- | ------- | --------- | ------------------------------------ |
| 1  | Оса                 | город   | ↘19 369   | Осинское городское поселение         |
| 2  | Бархатова           | деревня | 1         | Крыловское сельское поселение        |
| 3  | Боголюбы            | деревня | 29        | Верхнедавыдовское сельское поселение |
| 4  | Богомягково         | село    | 138       | Верхнедавыдовское сельское поселение |
| 5  | Верхняя Давыдовка   | село    | 298       | Верхнедавыдовское сельское поселение |
| 6  | Верхняя Чермода     | деревня | 53        | Гремячинское сельское поселение      |
| 7  | Верх-Пещерка        | деревня | 2         | Горское сельское поселение           |
| 8  | Гамицы              | село    | ↘524      | Крыловское сельское поселение        |
| 9  | Гольяны             | деревня | 1         | Верхнедавыдовское сельское поселение |
| 10 | Городище            | деревня | 28        | Крыловское сельское поселение        |
| 11 | Горы                | село    | 476       | Горское сельское поселение           |
| 12 | Гремяча             | село    | 486       | Гремячинское сельское поселение      |
| 13 | Десяткова           | деревня | 6         | Паклинское сельское поселение        |
| 14 | Елдушино            | деревня | 5         | Горское сельское поселение           |
| 15 | Заводчик            | деревня | ↘53       | Верхнедавыдовское сельское поселение |
| 16 | Заготзерно          | посёлок | 59        | Паклинское сельское поселение        |
| 17 | Ирьяк               | деревня | 13        | Гремячинское сельское поселение      |
| 18 | Калино              | деревня | ↘33       | Пальское сельское поселение          |
| 19 | Каменка             | деревня | 5         | Комаровское сельское поселение       |
| 20 | Кашкара             | деревня | 64        | Новозалесновское сельское поселение  |
| 21 | Кирпичи             | деревня | 1         | Пальское сельское поселение          |
| 22 | Ключики             | деревня | 30        | Верхнедавыдовское сельское поселение |
| 23 | Ключики             | деревня | 32        | Гремячинское сельское поселение      |
| 24 | Козлова             | деревня | 12        | Крыловское сельское поселение        |
| 25 | Комарово            | село    | 451       | Комаровское сельское поселение       |
| 26 | Кочебашева          | деревня | 101       | Верхнедавыдовское сельское поселение |
| 27 | Красные Горки       | деревня | 6         | Паклинское сельское поселение        |
| 28 | Красный Маяк        | посёлок | 3         | Пальское сельское поселение          |
| 29 | Крылово             | село    | 1018      | Крыловское сельское поселение        |
| 30 | Кузнечиха           | село    | 265       | Пальское сельское поселение          |
| 31 | Кустова             | деревня | 5         | Крыловское сельское поселение        |
| 32 | Лесной              | посёлок | 296       | Комаровское сельское поселение       |
| 33 | Мазунина            | деревня | 86        | Осинское городское поселение         |
| 34 | Майдан              | деревня | 22        | Новозалесновское сельское поселение  |
| 35 | Малая Паль          | деревня | 14        | Пальское сельское поселение          |
| 36 | Монастырка          | деревня | 104       | Верхнедавыдовское сельское поселение |
| 37 | Мостовая            | деревня | 152       | Гремячинское сельское поселение      |
| 38 | Нефтебаза           | посёлок | 57        | Паклинское сельское поселение        |
| 39 | Нижний Чекур        | деревня | 0         | Гремячинское сельское поселение      |
| 40 | Нижняя Вахромеевка  | деревня | 1         | Верхнедавыдовское сельское поселение |
| 41 | Нижняя Чермода      | деревня | 143       | Гремячинское сельское поселение      |
| 42 | Новая Александровка | деревня | 11        | Гремячинское сельское поселение      |
| 43 | Новая Драчёва       | деревня | 41        | Пальское сельское поселение          |
| 44 | Новое Городище      | деревня | 0         | Комаровское сельское поселение       |
| 45 | Новозалесново       | село    | 546       | Новозалесновское сельское поселение  |
| 46 | Новоромашково       | деревня | 31        | Паклинское сельское поселение        |
| 47 | Ольховка            | деревня | 28        | Новозалесновское сельское поселение  |
| 48 | Осока               | деревня | ↘17       | Гремячинское сельское поселение      |
| 49 | Пакли               | деревня | 347       | Паклинское сельское поселение        |
| 50 | Паль                | село    | 359       | Пальское сельское поселение          |
| 51 | Пермякова           | деревня | 395       | Паклинское сельское поселение        |
| 52 | Пермякова           | деревня | 0         | Пальское сельское поселение          |
| 53 | Песьянка            | деревня | 9         | Гремячинское сельское поселение      |
| 54 | Песьянка            | посёлок | 39        | Комаровское сельское поселение       |
| 55 | Петухова            | деревня | 87        | Крыловское сельское поселение        |
| 56 | Пещеры              | деревня | 41        | Горское сельское поселение           |
| 57 | Подгородище         | деревня | 59        | Новозалесновское сельское поселение  |
| 58 | Покровка            | деревня | 10        | Гремячинское сельское поселение      |
| 59 | Потайная            | деревня | 1         | Гремячинское сельское поселение      |
| 60 | Прикамье            | деревня | 14        | Горское сельское поселение           |
| 61 | Пьянкова            | деревня | 45        | Пальское сельское поселение          |
| 62 | Рейд                | посёлок | 261       | Горское сельское поселение           |
| 63 | Рогово              | деревня | 1         | Комаровское сельское поселение       |
| 64 | Росстани            | деревня | →1        | Гремячинское сельское поселение      |
| 65 | Светлый             | посёлок | 342       | Осинское городское поселение         |
| 66 | Сергеева            | деревня | 58        | Осинское городское поселение         |
| 67 | Симаково            | деревня | 107       | Осинское городское поселение         |
| 68 | Сосновый Бор        | деревня | 10        | Паклинское сельское поселение        |
| 69 | Старое Городище     | деревня | 19        | Комаровское сельское поселение       |
| 70 | Субботина           | деревня | 53        | Паклинское сельское поселение        |
| 71 | Тишкова             | деревня | 108       | Осинское городское поселение         |
| 72 | Устиново            | село    | 124       | Паклинское сельское поселение        |
| 73 | Усть-Паль           | посёлок | 19        | Пальское сельское поселение          |
| 74 | Щелкановка          | деревня | 8         | Паклинское сельское поселение        |
| 75 | Язлова              | деревня | 61        | Гремячинское сельское поселение      |

По состоянию на 1 января 1981 года на территории Осинского района находились 105 населённых пунктов, в том числе 1 город и 104 сельских населённых пункта.

### Упразднённые населённые пункты
1 июля 2009 года упразднены деревни Верхняя Вахромеевка, Еркова, Тюмис и Усть-Тунтор.

## Экономика
Основу экономики района составляют промышленность, сфера строительства, сфера платных услуг и торговли.
В структуре промышленности ведущая роль сохраняется за топливно-энергетическим комплексом. В районе имеется машиностроительный завод, производящий насосы и запорную арматуру. Лесопромышленным комплексом за год заготавливается и вывозится около 100 тыс. м³ древесины. Закуп сырья для данных предприятий производится в основном у сельхозпроизводителей района. В среднем за год в районе вырабатывается около 60 тонн колбасных изделий, около 200 тонн мясных полуфабрикатов. Кроме того, в районе действует ЗАО «Хлеб», выпускающий хлебобулочные, макаронные, кондитерские изделия, и цех по производству кондитерских изделий на базе бывшего пивзавода.
В аграрном секторе района занято 13 товаропроизводителей. Ежегодно в районе производится около 6 тыс.т молока, около 500 т мяса, валовый сбор зерна составляет 6,5 тыс. т; 3,4 тыс.т картофеля.
В сфере строительства и платных услуг основная доля принадлежит структурам нефтяной отрасли — ООО БК «Евразия», ООО «Сервис», ООО «Осинское УТТ», а также предприятиям жилищно-коммунального хозяйства.
С 2005 года район является дотационным.

## СМИ
В Осе выпускаются газеты «Осинское Прикамье», «Мир предложений» Архивная копия от 13 сентября 2018 на Wayback Machine и «Камские огни»